# 席根塔勒传记事件

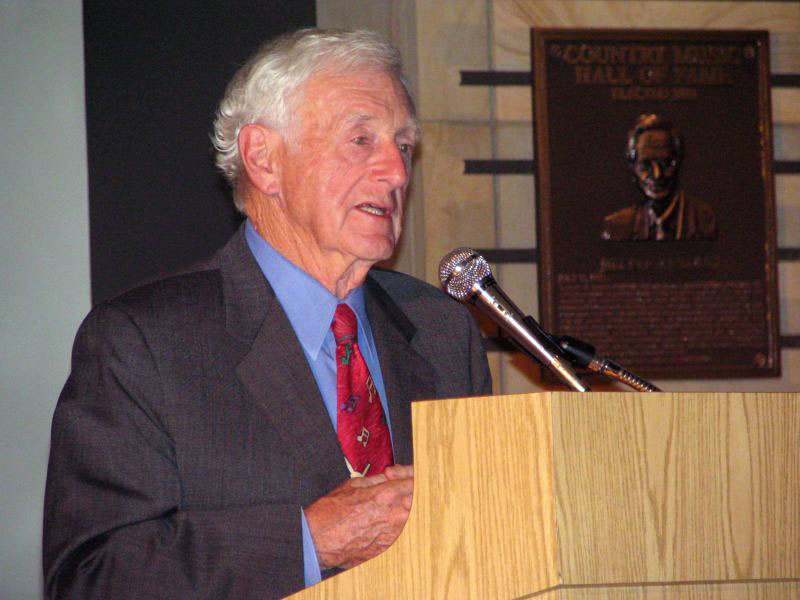
2005年10月的约翰·席根塔勒

维基百科席根塔勒传记事件，亦称席根塔勒事件，指2005年5月开始于在线百科全书维基百科上的一系列事件，其肇因是匿名用户发布了一篇涉及美国著名记者约翰·席根塔勒的恶搞条目。条目错误地指出席根塔勒有暗杀美国总统约翰·肯尼迪和司法部长罗伯特·肯尼迪的嫌疑。席根塔勒时年78岁，是肯尼迪的挚友兼助手，他表示维基百科上和他有关的条目都属于“网络诽谤”。
这起恶作剧直到2005年9月才被发现并改正过来，之后席根塔勒在《今日美国》撰写了他的经历。这起事件引发对维基百科及其他缺乏传统纸媒和出版资料法律责任的用户生成内容网站可靠性的质疑。12月13日接受采访时，联合创办人吉米·威尔士表示，他丝毫没有动摇让匿名用户编辑维基百科条目的决心，即使他认为中国大陆和伊朗编辑者的参与仍存在部分隐私问题，不過吉米·威尔士宣称要定计划撤回匿名用户的条目創建权，以此作为抵制破坏者行为的一部分：“……我们已经决定要慢下来……因此从1月开始就会阻止未注册用户创建新页面，反正那些页面也留不了多长……。”

## 恶作剧
恶作剧条目的作者后来被证实是田纳西州纳什维尔快递服务公司宅急送（Rush Delivery）的业务经理布莱恩·蔡斯（Brian Chase）。2005年5月26日，蔡斯创建了一条包含原条目全部内容的新条目，文字如下：
|  | 老约翰·席根塔勒在1960年代初是司法部长罗伯特·肯尼迪的助手。曾有一段时间，有人认为他直接参与了约翰和他弟弟鲍比为主凶的肯尼迪家族谋杀案，但没有证据支撑。 约翰·席根塔勒1972年搬到苏联，1984年归美，尔后创办了美国最大的公关公司之一。 |

原文如下：
|  | John Seigenthaler Sr. was the assistant to Attorney General Robert Kennedy in the early 1960s. For a short time, he was thought to have been directly involved in the Kennedy assassinations of both John, and his brother, Bobby. Nothing was ever proven. John Seigenthaler moved to the Soviet Union in 1972, and returned to the United States in 1984. He started one of the country's largest public relations firms shortly thereafter. |

## 删除和修正
2005年9月，席根塔勒的好友小维克多·约翰逊发现此条目，他将该恶搞条目告知席根塔勒，后者随后将条目电邮给他的朋友和同事。9月23日，埃里克·牛顿将自由论坛上席根塔勒的官方传记复制到维基百科，次日传记则被一名编者以侵犯版权为由删除，换成之前的恶搞版本。牛顿于11月在纽约出席保护记者委员会晚宴时碰到席根塔勒，将他的行动告诉给席根塔勒。
同年10月，席根塔勒联系维基媒体基金会主席吉米·威尔士，后者藉维基百科版本日志刪除将被破坏版本隐藏，避免除管理员以外的所有人于历史记录中看到。有些不受维基百科管控的“镜像”网站则继续展示内容不实的旧版，直至几星期后镜像网站更新才不再展示。

## 匿名编辑的身份
席根塔勒身为《今日美国》的创始编辑部主任，于2005年11月29日为杂志发表了一篇叙述该事件细节的专栏文章。他在文章中一字不差地转载了这个内容虚假的条目，称维基百科是“有缺陷且不负责任的研究工具。”几天后，该文章的详细版在《田纳西人日报》发布，报社位于田纳西州纳什维尔市，席根塔勒在该报从担任了普通记者到董事长的各种职务。席根塔勒详尽介绍自己想确认这位匿名人士的身份，可最后以失败告终。他表示已要求发布者的互联网服务供应商——南方贝尔追查其IP地址。然而南方贝尔拒绝在没有法庭命令的情况下追查用户，建议席根塔勒向用户提交匿名人士传票，却被席根塔勒回绝。
曾创办反维基百科网站“维基百科观察”（Wikipedia Watch）的圣安东尼奥社会活动家丹尼尔·布兰德特（Daniel Brandt）针对拒绝则回应称，他曾拿着以席根塔勒自己名字命名条目查找其中的IP地址，发现它跟纳什维尔的一家公司“宅急送”有关。他接触席根塔勒和媒体，在自己的网站上发布了这一信息。
12月9日，布莱恩·蔡斯承认他是这起事件的始作俑者。一番忏悔后，蔡斯被宅急送解雇。席根塔勒收到一份蔡斯手写的道歉书，并通过电话与他进行交流。正如席根塔勒此前曾表示的那样，他确认他不会就事件提起诉讼，并敦促快递公司重新雇佣蔡斯，公司最终做到了。席根塔勒表示：“我很高兴这件事结束了。”但他表示，他仍担心“维基百科上的每一篇传记都会碰上这种东西，想到他们会对汤姆·迪莱和希拉里·克林顿做些事情，以再次引起注意。我的担心是结果是会让大家得到政府对互联网的监管。”

## 回应

### 席根塔勒的回应
2005年11月29日，在他的今日美国社论中，席根塔勒批评国会《通信规范法案》第230条保护互联网服务供应商和网站不用承担发布给他们的客户和用户法律责任。
|  | 联邦法律也保护南方贝尔、美国在线、MCI、维基百科等网上企业免受诽谤诉讼的侵害。1996年通过的《通信规范法案》第230条明确规定“任何交互式计算机服务的提供商或用户都不得以发布者或发言人的身份被对待。”这从法律术语上意味着互联网服务供应商不像纸媒和广播公司，其他人不能起诉其诽谤攻击公民。 由此看来，我们生活在给全球通信和科研带来惊人机会的新媒体宇宙中，但志愿破坏者和恶意伤人的知识分子穿插其中。国会催生和保护了他们。 |

2005年12月5日，席根塔勒和威尔士共同出现在CNN中讨论此事。12月6日，两人分别接受全国公共广播电台《国家讲坛》（Talk of the Nation）采访。威尔士表示为了防止未注册的用户在英文维基百科创建新条目，他已经实施了新的政策，但是他们编辑现有条目的能力被保留下来。
而在CNN的采访中，席根塔勒也表达了增加政府对网络的监管的恐惧：
|  | ......我要说说我是在什么地方对这种势头感到担忧。明年我们将进入大选年。每一位政客都想要让他或她自己服从于某一种针对我和其他人的蛮横解说。恐怕我们会因此得到对媒体的监管。我告诉你，我觉得如果你不能把它改过来，既改正历史又改正传记页面，我认为它就会成为真正的麻烦，而我们不得不为了保证政府监管你而战斗。 |

12月6日在全国公共广播电台的联合采访中，席根塔勒表示他不希望为维基百科做任何事，因为他不赞成它的基本设定。2005年末他在一篇写给《今日美国》的文章中表示，“我感兴趣的事是让许多人知道维基百科是一个有缺陷且不负责任的研究工具。”他还指出在他反应过来之前，虚假信息已经出现在网上四个多月，其间他一直没能编辑条目把它改过来。在跟维基百科联合创始人吉米·威尔士交谈后，席根塔勒表示：“‘我的传记’是在5月26日发布的。5月29日，威尔士的志愿者‘编辑’了它只是为纠正单词‘早’（early）的拼写错误。四个月来，维基百科把我描述成为一位可疑的刺客，直到10月5日我把它从网站的历史上抹去。这个谎言在Answers.com和Reference.com留了三个多星期。他认为，编辑维基百科会给它带来他的制裁或认同，但他认为编辑文章是不够的，他反而想要揭露维基百科程序和风气中“绝症般的瑕疵”。
12月9日，席根塔勒亮相C-SPAN布莱恩·兰博主持的《华盛顿周刊》。他称他担心其他恶作剧份子会设法恶搞国会成员或其他有权势的政府人物，这可能会促使第一修正案的权利在网络上反弹并折回。
2007年6月发行的《理性》杂志中，席根塔勒也对威尔士从条目的历史页面中删除恶作剧页面缺乏透明度表示关注。他还指出，许多用户会在编辑摘要中留下许多他不想让9岁的孙子看到的评论。

### 維基百科的回应
2005年12月13日，威尔士接受《商业周刊》采访时，探讨了恶作剧未被发现的原因，表示正采取措施解决问题。他表示问题是维基百科的使用比能轻松地处理的自我检测系统发展还要快，因此创建新页面会故意地仅限于账户持有人，以此回应席根塔勒的主要批评之一。
他还认为不论是印刷版还是网络版，百科全书都是一个整体，不经常适用于主要消息来源，不应该作为权威的依据（正如某些人所做的），只不过把维基百科当作的主体“背景阅读”材料比大多数网络来源更可靠。他表示维基百科是一部“正在完善的作品”。
为解决所出现问题，维基百科的软件和工作实践也出现了的多种变化。2005年12月17日，新政策生者传记问世，其包括在创建新的维基百科条目时介绍参考资料的要求、为生者传记设立新的追踪分类等编辑限制条件被落实。
基金会在MediaWiki软件加入新级别的“监督”功能，到2012年5月16日已供威尔士或仲裁委员会提名的37位经验丰富的编辑和基金会员工使用。软件最初允许向每个人隐藏特定的历史版本（包括监管编辑），后来变成了除了开发者通过人工干预手段，任何人都不能看到。尽管这项功能后来被更改，方便监察者查看这些修订以监控工具的使用。目前，这种程序被规定为“基金会行动”政策，政策写明：“有时候维基媒体基金会有权不通过一般网站或社区程序删除、保护或清空页面。这些编辑都是临时性措施，以防法律问题或人身伤害，不能被任何用户撤销。”

### 其他回应
针对这一争议，《纽约时报》商业版编辑拉里·英格拉西亚（Larry Ingrassia）给他所有的下属发表了一份评论维基百科可靠性的备忘录，写道“不该用它检验任何要印入报纸的信息。”一些其他的出版物也评论这一事件，经常批评维基百科和它的开放编辑模式不可靠，指出席根塔勒事件就是证据。
科学杂志《自然》于2005年12月进行了一项研究，比较维基百科和《大英百科全书》42条理科条目。发现维基百科条目有四处严重错误和162处事实错误、遗漏或误导性陈述，《大英百科全书》也包含四处严重错误和132处事实错误、遗漏或误导性陈述。参见席根塔勒事件和其他的一些争议，作者认为研究“表明这些立场鲜明例子是例外，而非通则。”